# Lijst van beschermd erfgoed in Ciney
Onderstaande tabel geeft een overzicht van de beschermde erfgoederen in de gemeente Ciney. Het beschermd erfgoed maakt deel uit van het cultureel erfgoed in België.
| Object | Bouwjaar/architect | Deelgemeente | Adres                   | Coördinaten                   | Nummer?                | Afbeelding |
| --- | ------------------ | ------------ | ----------------------- | ----------------------------- | ---------------------- | --- |
| Kerk Saint-Nicolas |                    | Ciney        |                         | 50° 17' 48" NB, 5° 6' 3" OL   | 91030-CLT-0001-01 Info | Kerk Saint-Nicolas |
| Ensemble van de binnenplaats Monseu |                    | Ciney        |                         | 50° 17' 47" NB, 5° 5' 58" OL  | 91030-CLT-0002-01 Info | Ensemble van de binnenplaats Monseu |
| Uitbreiding van de site van de binnenplaats van Monseu |                    | Ciney        |                         | 50° 17' 47" NB, 5° 5' 56" OL  | 91030-CLT-0003-01 Info | Uitbreiding van de site van de binnenplaats van Monseu                                                                                                |
| Kapel Notre-Dame de Hal |                    | Ciney        |                         | 50° 17' 51" NB, 5° 5' 60" OL  | 91030-CLT-0004-01 Info | Kapel Notre-Dame de Hal |
| Kapel Saint-Lambert en het bos dat het omringt |                    | Serinchamps  |                         | 50° 14' 57" NB, 5° 13' 7" OL  | 91030-CLT-0005-01 Info | |
| Kapel Saint-Lambert |                    | Serinchamps  |                         | 50° 14' 56" NB, 5° 13' 12" OL | 91030-CLT-0006-01 Info | |
| Kerk Saint-Clément |                    | Achêne       |                         | 50° 15' 59" NB, 5° 2' 41" OL  | 91030-CLT-0008-01 Info | Kerk Saint-Clément |
| Ensemble van twee lindebomen en een kleine kapel op een plaats genaamd "Tronnoy" |                    | Braibant     |                         | 50° 19' 2" NB, 5° 4' 22" OL   | 91030-CLT-0009-01 Info | |
| De gevels en daken van de kasteelhoeve van Haversin en het ensemble van deze kasteelhoeve en de omliggende terreinen                                                                                                |                    | Serinchamps  |                         | 50° 14' 58" NB, 5° 12' 9" OL  | 91030-CLT-0010-01 Info | De gevels en daken van de kasteelhoeve van Haversin en het ensemble van deze kasteelhoeve en de omliggende terreinen                                  |
| Gevels en daken van de houten boerderij, met uitzondering van de bakstenen schuur rechts uit de twintigste eeuw) en de drempel van leisteen en blauwe hardstenen bestrating en de stoep voor de belangrijkste gevel |                    | Serinchamps  | route de Barvaux n° 168 | 50° 14' 59" NB, 5° 12' 5" OL  | 91030-CLT-0011-01 Info | |
| Kerk de la Trinité en de kerkhofmuur en het ensemble van het gebouw en het kerkhof |                    | Serinchamps  |                         | 50° 13' 56" NB, 5° 14' 4" OL  | 91030-CLT-0012-01 Info | |
| Een deel van de oude wallen en de toren |                    | Ciney        | rue des Récollets       | 50° 17' 54" NB, 5° 6' 11" OL  | 91030-CLT-0013-01 Info | |
| Kapel Sainte-Madeleine en de kerkhofmuur, en het ensemble van het gebouw en diens omgeving |                    | Ciney        |                         | 50° 19' 12" NB, 5° 6' 9" OL   | 91030-CLT-0014-01 Info | |
| Ensemble |                    | Ciney        |                         | 50° 17' 51" NB, 5° 6' 2" OL   | 91030-CLT-0015-01 Info | |
| Kiosk in de geclassificeerde site van de binnenplaats van Monseu |                    | Ciney        |                         | 50° 17' 47" NB, 5° 5' 59" OL  | 91030-CLT-0019-01 Info | Kiosk in de geclassificeerde site van de binnenplaats van Monseu                                                                                      |
| Park Saint-Roch |                    | Ciney        |                         | 50° 17' 23" NB, 5° 5' 36" OL  | 91030-CLT-0020-01 Info | |
| Kasteel van Halloy en het omliggende gebied met een park met bomen, de boerderij van La Motte, de ommuurde tuinen en weilanden                                                                                      |                    | Braibant     |                         | 50° 18' 40" NB, 5° 4' 19" OL  | 91030-CLT-0021-01 Info | |
| Kasteel van Leignon: gevels, daken, begane grond van de hoofdvleugel, trappenhuis, hal op etage en kapel. Oprichting van een beschermingszone rondom.                                                               |                    | Leignon      |                         | 50° 16' 15" NB, 5° 6' 40" OL  | 91030-CLT-0022-01 Info | Kasteel van Leignon: gevels, daken, begane grond van de hoofdvleugel, trappenhuis, hal op etage en kapel. Oprichting van een beschermingszone rondom. |
| Linde van Conjoux |                    | Conneux      |                         |                               | 91030-CLT-0023-01 Info | Linde van Conjoux |